# Севильская Куница
«Севильская Куница, или Удочка для кошельков» (исп. La garduña de Sevilla y anzuelo de las bolsas) — плутовской роман испанского писателя Алонсо де Кастильо Солорсано, опубликованный в 1642 году.

## Содержание
С точки зрения сюжета «Севильская Куница» является продолжением другого романа Солорсано, «Похождения бакалавра Трапасы»: её главная героиня Руфина — дочь бакалавра. Тематически роман продолжает другую книгу писателя, «Плутовка Тереса с Мансанареса». В отличие от классических плутовских романов, повествование здесь ведётся не от лица главного героя.

## Восприятие
«Севильская Куница» была написана, когда жанр плутовского романа уже переживал кризис, и в произведении Солорсано это заметно. Здесь нет широкой панорамы испанской жизни, как в лучших образчиках жанра, автор не обличает общественные пороки, а скорее любуется ими, как чем-то экзотическим. Его задача — развлечь читателя, не заботясь о внешнем правдоподобии.